# 1976年夏季残疾人奥林匹克运动会巴西代表团
1976年夏季残疾人奥林匹克运动会巴西代表团是巴西派出的1976年夏季残疾人奥林匹克运动会代表团。获得1枚银牌。